# 减缩无心菜
减缩无心菜（学名：Arenaria reducta）或缩减无心菜，是石竹科无心菜属的植物，是中国的特有植物。分布在中国大陆的云南、四川等地，生长于海拔3,500至4,200（11,500至13,800英尺）的地区，一般生长在高山草甸、冷杉林下苔藓中及石灰质沙地中。

## 别名
退化蚤缀（拉汉种子植物名称）